# Stadtbad (Koblenz)

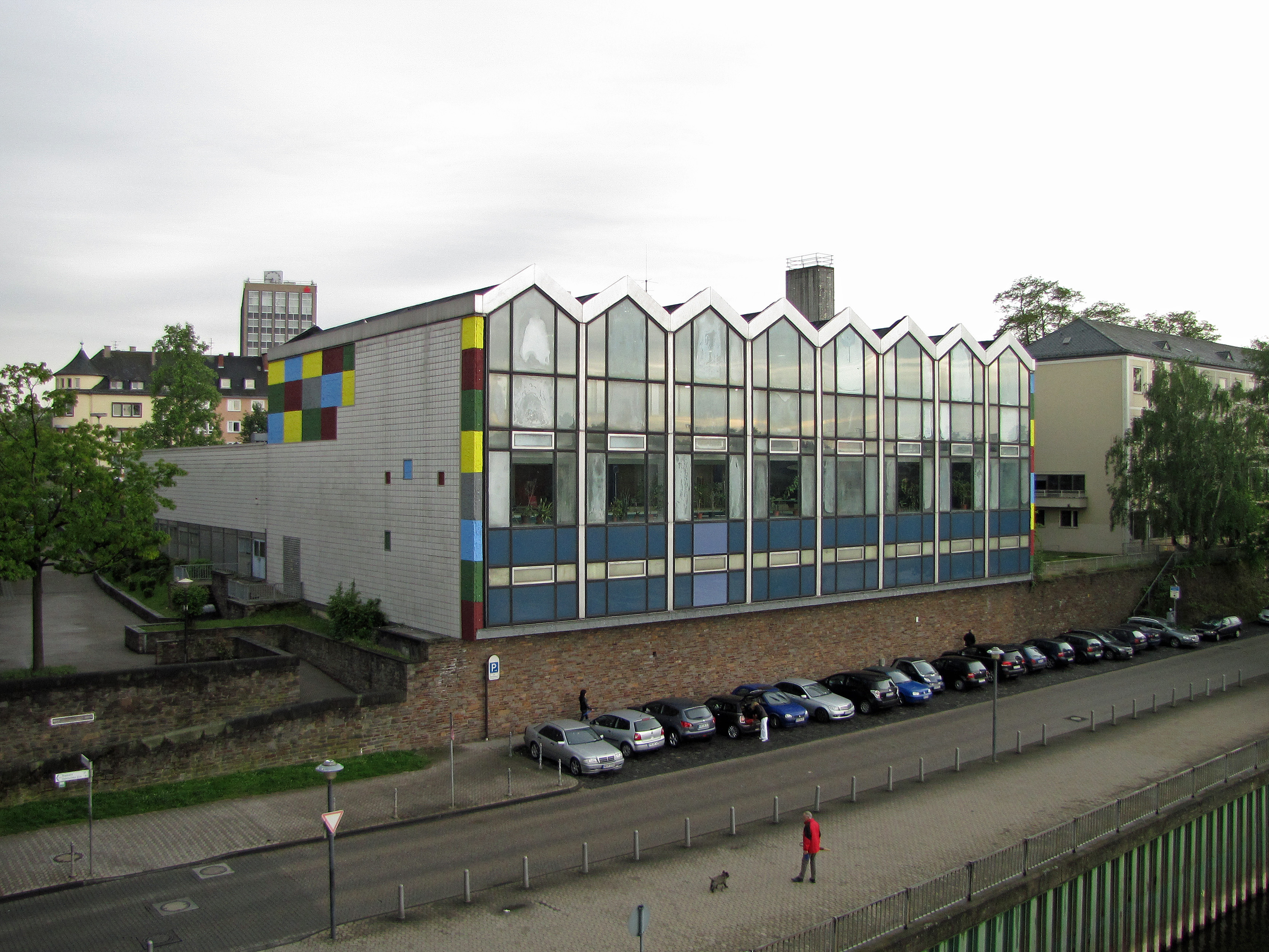
Das Stadtbad in Koblenz, gesehen von der Balduinbrücke

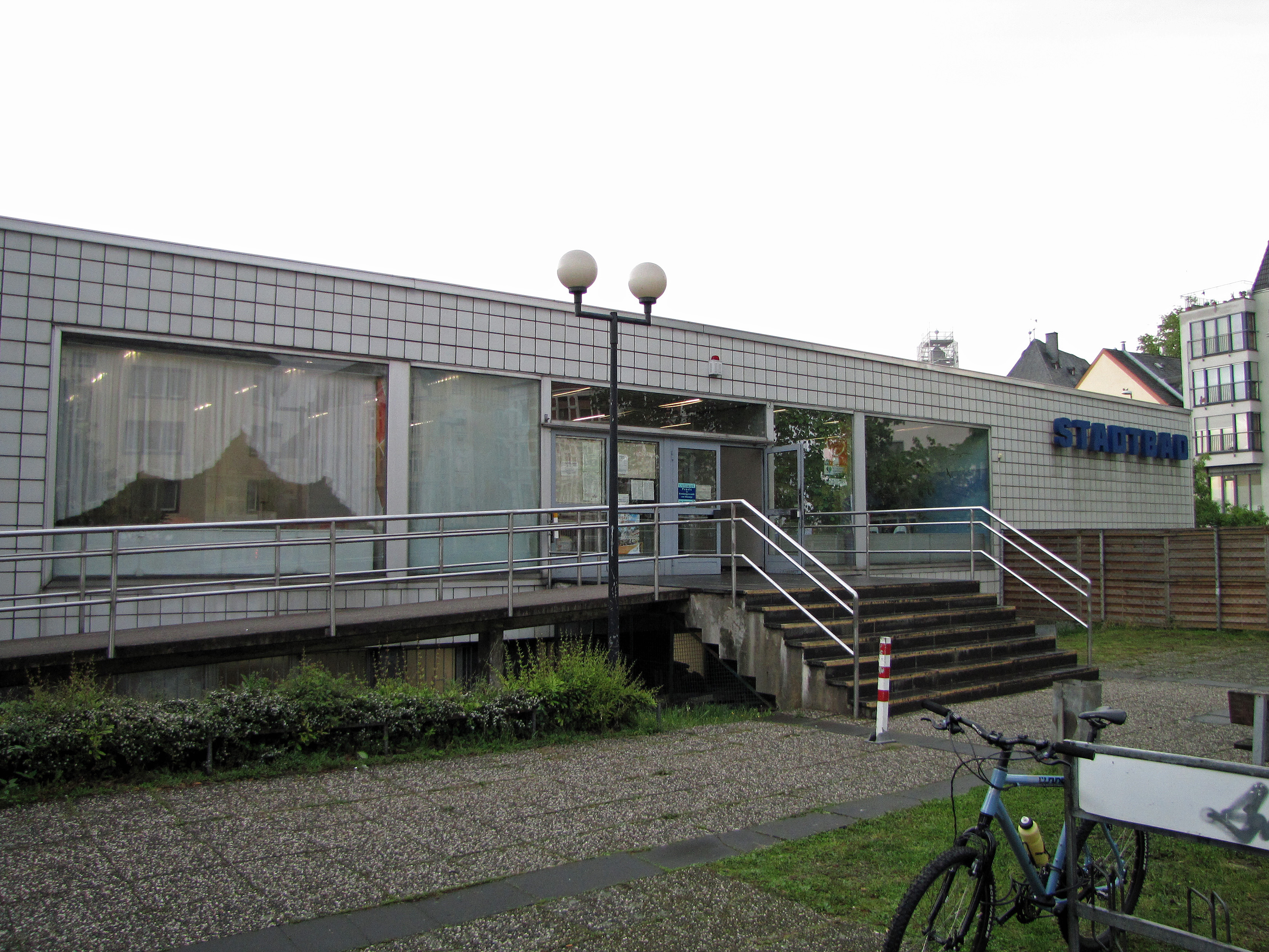
Der Eingang des Stadtbades

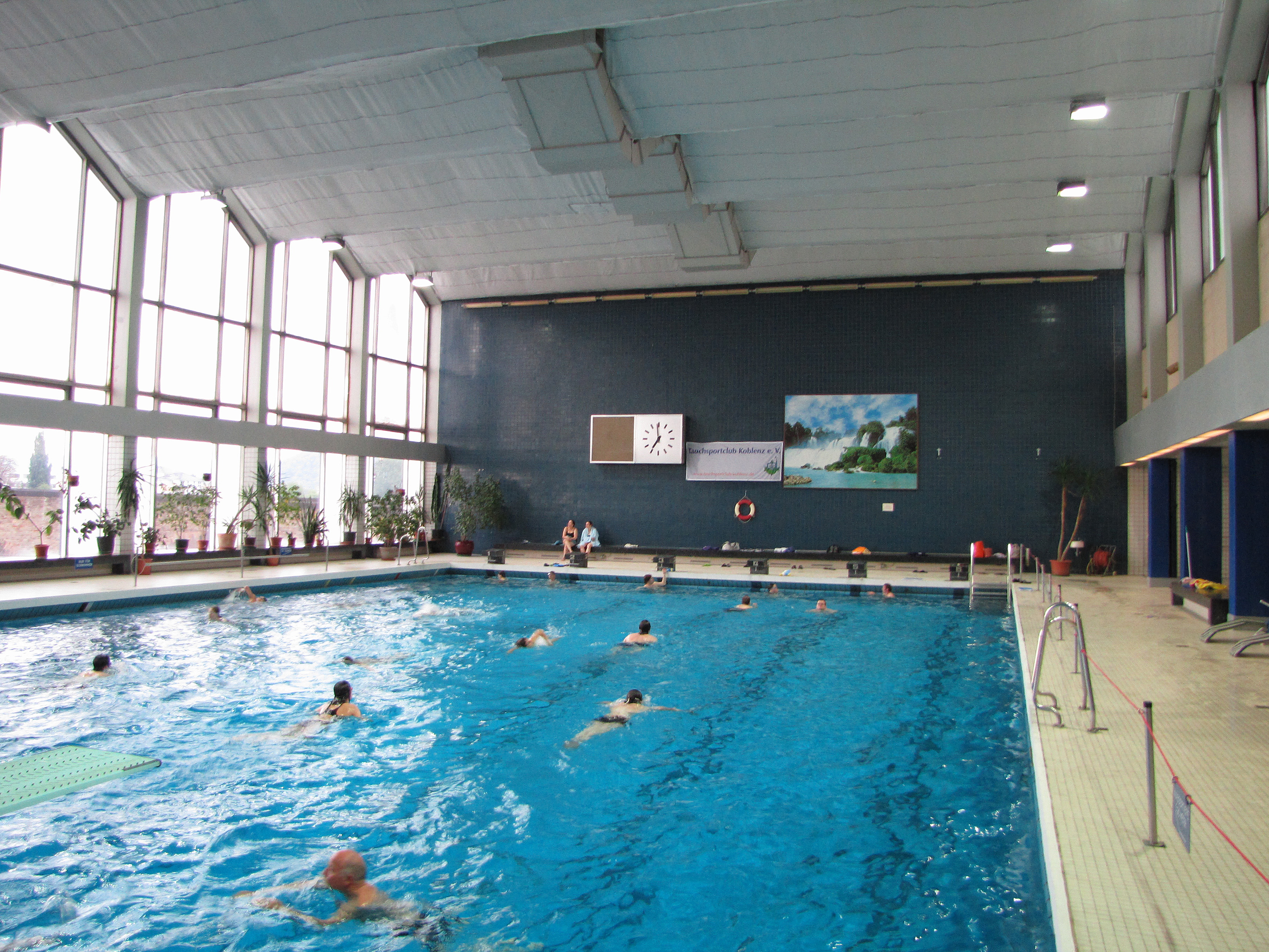
Die Schwimmhalle des Stadtbades

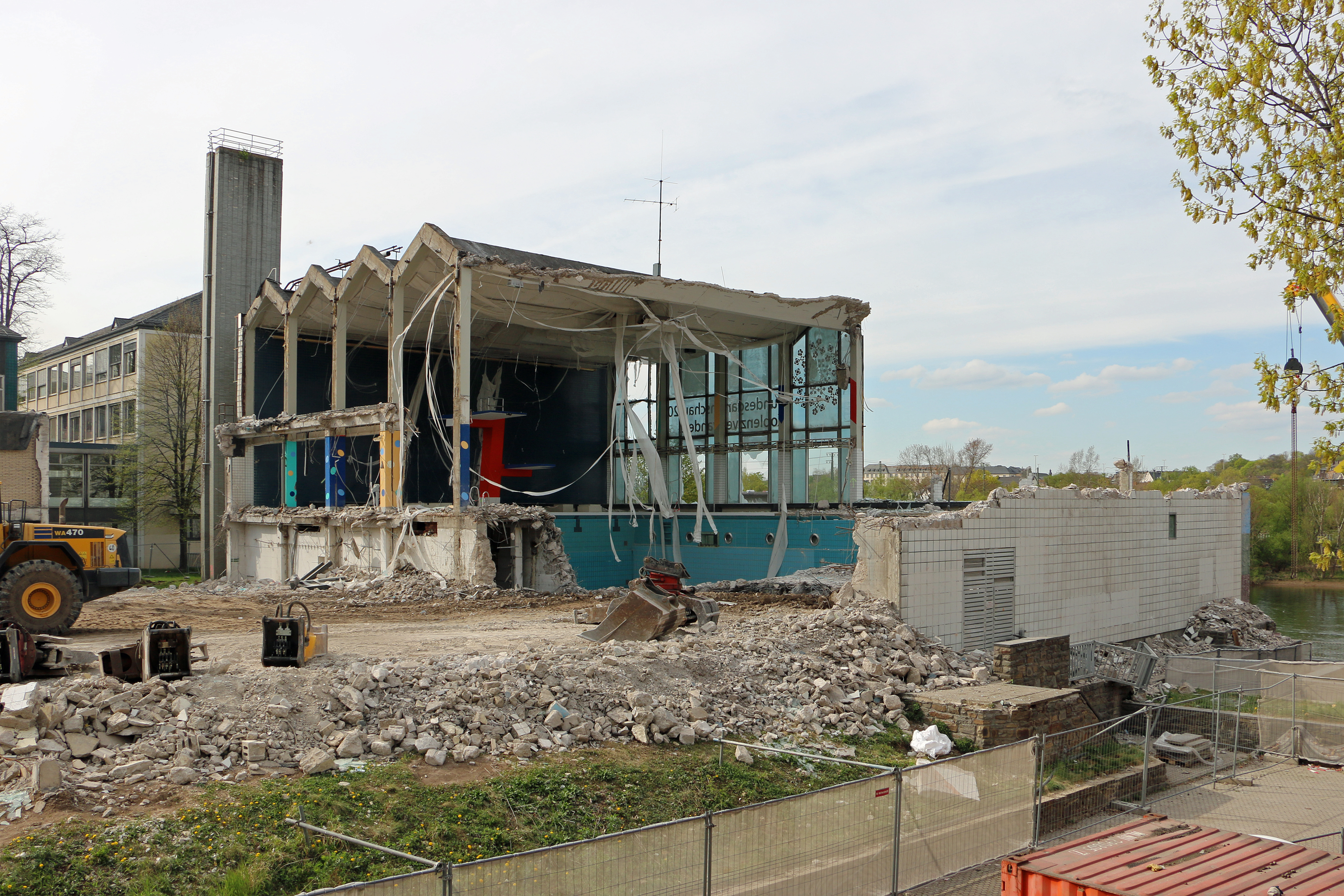
Abriss des Stadtbads 04/2015

Das Stadtbad war ein öffentliches Schwimmbad in Koblenz. Das Hallenbad wurde 1966 in der Altstadt neben der Balduinbrücke eröffnet. Im Sommer 2012 wurde es wegen Baufälligkeit geschlossen, nur der Saunabetrieb konnte noch kurzfristig aufrechterhalten werden. Von Januar bis Mai 2015 wurde das Stadtbad schließlich abgerissen. Ein Neubau wurde auf einem Areal am Moselbogen im Stadtteil Rauental errichtet.

## Geschichte

### Vorgängerbauten
Noch bis ins 20. Jahrhundert befanden sich in Koblenz öffentliche Flussbadeanstalten an Rhein und Mosel. Das Residenzbad in der Kastorpfaffenstraße war das erste Hallenbad in der Stadt (50° 21′ 39,3″ N, 7° 36′ 12″ O). Es wurde 1900–1901 vom Koblenzer Architekten Ludwig Schweitzer im Jugendstil erbaut und besaß ein 14-Meter-Becken.
Bei den Luftangriffen auf Koblenz im Zweiten Weltkrieg schwer beschädigt, wurde es zunächst provisorisch wiederhergestellt, so dass der Betrieb wieder aufgenommen werden konnte. Mit Bau des neuen Stadtbads an der Balduinbrücke wurde das Residenzbad am 7. Juli 1966 geschlossen. Danach wurde es abgerissen und anschließend das Areal mit neuen Wohnblöcken bebaut.

### Stadtbad
Ein neues Hallenbad wurde auf den Ruinen des im Zweiten Weltkrieg zerstörten Bassenheimer Hofes (neben dem gleichfalls zerstörten Dominikanerkloster Koblenz und der Balduinbrücke) in der Weißer Gasse erbaut. Das neue Stadtbad wurde am 12. Juli 1966 nach zweijähriger Bauzeit eröffnet. Die Baukosten betrugen etwa 6,5 Millionen DM (15.284.578 €). Seit der Eröffnung nutzte u. a. der SC Poseidon Koblenz das Stadtbad für Training und Wettkämpfe, einige der in der Koblenzer Innenstadt gelegenen Schulen hielten hier ihren Schwimmunterricht ab.
Nachdem das Stadtbad seit 2008 wegen der schlechten Bausubstanz von Fachleuten überwacht wurde, musste das Hallenbad schließlich im Sommer 2012 endgültig wegen Baufälligkeit geschlossen werden. In den Jahren zuvor hatte man noch versucht, die gravierendsten Mängel in baulicher und technischer Hinsicht zu beseitigen. Allerdings mehr provisorisch, da sich bereits seit Jahren abzeichnete, dass eine grundlegende Sanierung oder ein Neubau notwendig sein würde. Im November 2012 wurde bekannt, dass das Hallenbad abgerissen werden muss, da ein Einsturz droht. Die Besucher müssen nun auf die anderen beiden Bäder, das Beatusbad in der Goldgrube und das Schulbad auf der Karthause, ausweichen. Im Januar 2015 begannen die Arbeiten für den Abriss des alten Stadtbad-Gebäudes, die im Mai 2015 abgeschlossen wurden. Auf dem Areal wurde danach die Wohnanlage „Weißer Höfe“ mit Tiefgarage gebaut. Ein Neubau mit großer Saunalandschaft wurde, nach jahrelangen Verzögerungen durch unklare Finanzierung und der letztendlich aufgegebenen Suche nach einem Investor, auf einem freien Grundstück im Rauental Ende 2024 unter dem Namen "Moselbad" eingeweiht.

## Ausstattung
Das Stadtbad war mit einem Sportbecken mit 25-Meter-Bahnen, einem Nichtschwimmerbecken, einem Sprungturm mit 3 m und 5 m Höhe, einem 3-m-Sprungbrett und zwei 1-m-Sprungbrettern ausgestattet. Daneben befand sich eine Sauna und eine Dampfsauna in dem Gebäude.